# Ichneumon macilentus
Ichneumon macilentus är en stekelart som först beskrevs av Peter Friedrich Ludwig Tischbein 1881.  Ichneumon macilentus ingår i släktet Ichneumon och familjen brokparasitsteklar. Inga underarter finns listade i Catalogue of Life.